# رونووه

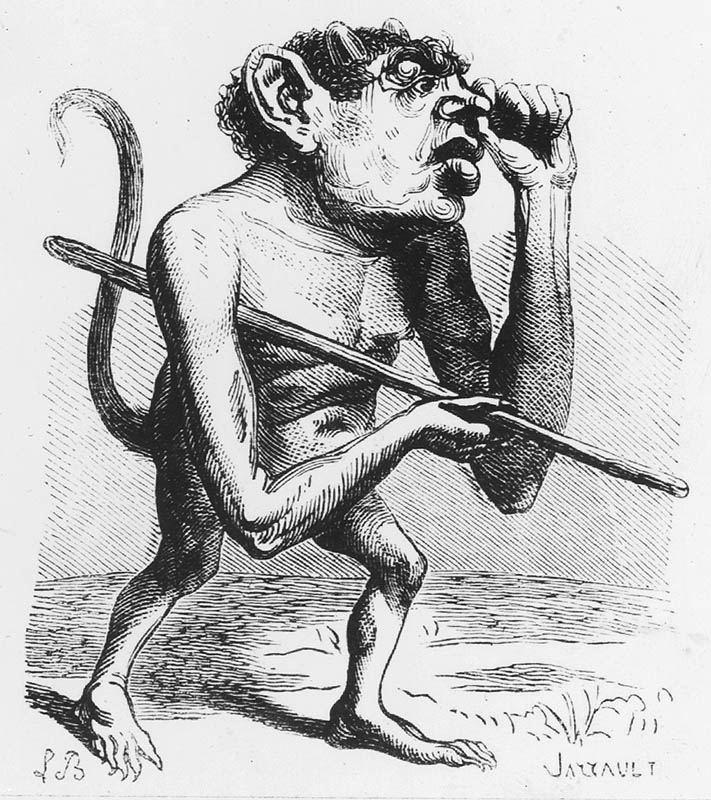
تصویری از رونووه

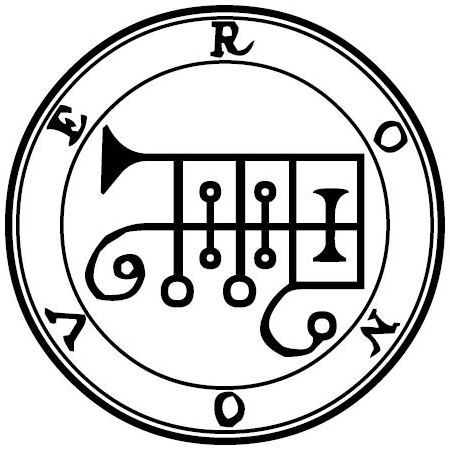
سیگیل رونووه در کلید کوچکتر سلیمان

در دیوشناسی رونووه (به انگلیسی: Ronove) یک مارکی و ارل بزرگ دوزخ است که فرماندهی بیست لژیون شیاطین را برعهده دارد. در صورت درخواست احضار کننده‌اش او به آموزش هنر، بلاغت، و زبان‌های مختلف می‌پردازد و به خدمتگزاران خوب و وفادارش لطف و التفات دوستان و دشمنانش را می‌دهد.
او به عنوان هیولایی که یک عصای بزرگ در دست گرفته به تصویر کشیده شده‌است. از رونووه هم‌چنین به‌عنوان گیرنده‌ ارواح قدیمی یادکرده‌اند، او اغلب به زمین می‌آید تا ارواح انسان‌های ضعیف و فرتوت و حیوانات نزدیک به مرگ را جمع‌آوری کند.

## فرهنگ عامه
- رونووه در انیمه و مانگای ژاپنی، به مدرسه شیاطین خوش اومدی ایروما! به‌عنوان یک دانش‌آموز به تصویر کشیده شده‌است.
- او در اومینکو وقتی که آن‌ها گریه می‌کنند در نقش سرپیشخدمت بئاتریس جادوگر ظاهر می‌شود.